# Камо грядеши (роман)
«Ка́мо гряде́ши?» (пол. Quo vadis: Powieść z czasów Nerona, буквально: «Куда идёшь? Роман о временах Нерона») — исторический роман польского писателя Генрика Сенкевича, действие которого разворачивается в правление римского императора Нерона. Единственное историческое произведение писателя, действие которого разворачивается не в Польше. Название романа отсылает к фразе, сказанной, по преданию, апостолом Петром Иисусу Христу, когда апостол во время гонений императора Нерона на христиан покидал Рим, поэтому в русских переводах используется как латинский оригинал (лат. Quo vadis — «Куда идёшь?»), так и церковнославянское «Камо грядеши?».
В центре сюжета — римский патриций Виниций, племянник и друг Петрония Арбитра, и христианка Лигия, полюбившие друг друга в период нероновских гонений. Пережив множество испытаний, герои смогли воссоединиться только тогда, когда Виниций убедился в превосходстве христианских ценностей и поменял своё мировоззрение. Христиан объединяет любовь, выраженная как в отношении друг к другу (любовь к ближнему), так и в отношении к Господу, за веру в Которого можно без страха отдать земную жизнь. Именно это делает христиан сильнее, чем деспотичная государственная машина Римской империи. Исследователи неоднократно указывали, что Лигия — заложница из племени лугиев — представляет предков современных поляков, а её верный телохранитель и спаситель Урс — олицетворение патриотического образа польского народа, не смирившегося с рабством и готового отстоять своё отечество.
Работа над романом началась в 1893 году в Риме, в котором Г. Сенкевич общался с известным художником Г. Семирадским и увлёкся трудами Тацита. Первая публикация состоялась в «Gazeta Polska» (с 26 марта 1895 по 29 февраля 1896 года), роман также печатался с продолжением в газетах «Czas» (Краков, тогда Австро-Венгрия) и «Dziennik Poznański» (Познань, тогда Германская империя); отдельное книжное издание вышло в 1896 году в Кракове и Варшаве. В кратчайшие сроки роман был переведён на все основные европейские языки и принёс писателю мировую славу. Успех романа во многом способствовал присуждению Сенкевичу в 1905 году Нобелевской премии по литературе, в дальнейшем «Камо грядеши» был переведён более чем на пятьдесят языков (включая японский и эсперанто), неоднократно инсценировался и экранизировался, становился первоосновой музыкальных и живописных произведений.

## Сюжет
Действие романа происходит в конце правления Нерона. Основные события разворачиваются между 62 и 64 годами первого века, в эпилоге описана смерть Нерона в 68 году. Сюжет линейный; текст разделён на три части (книги), главы с римской нумерацией: в первой части их XXII, во второй — XXI, и в третьей — XXXI глава (всего 74); отдельно вынесен эпилог.
В основе сюжета — любовная история между патрицием Марком Виницием и дочерью правителя варварского племени лигийцев, носящей в Риме имя Лигия (истинное имя её — Каллина-Калина, звучит по-славянски). Виниций возвращается героем из военной кампании на Востоке. Отправленная заложницей в столицу империи, Лигия воспитывается в доме высокопоставленного сановника Авла Плавтия, жена которого Помпония Грецина — христианка. Увидев Лигию, Виниций воспламенился страстью. В ответ на пылкие речи молодого патриция девушка нарисовала на песке рыбу. Виниций обращается за советом и помощью к своему дяде и другу Гаю Петронию. Петроний убеждает Марка в том, что ему, римлянину, не пристало жениться на дочери какого-то варварского царька, но он добьётся от Нерона того, чтобы Лигию передали Виницию. Для соблюдения приличий Лигию по приказу Нерона забирают из дома Плавтия и доставляют во дворец, а Петроний внушает похотливому Нерону, что варварка не представляет интереса для такого эстета как он: слишком тоща и узка в бёдрах. Во время оргии разгорячённый вином Виниций пытается овладеть Лигией, но её спасает телохранитель-лигиец Урс, а брошенная Нероном наложница Акта помогает бежать. Узнав об этом, Виниций в бешенстве убивает старого раба, когда-то вынянчившего его. Петроний по-своему хочет его утешить, предложив прекрасную рабыню-гречанку Эвнику. Златовласая Эвника, впрочем, отказывается перейти к новому хозяину даже под угрозой порки, ибо беззаветно влюблена в Петрония Арбитра (завистливые товарки разглядели, как она обнимает и целует статую хозяина). Циничного «арбитра изящества» тронула преданность Эвники и он ответил ей взаимностью. Именно Эвника привела Виницию Хилона Хилонида — мошенника-пьяницу, опытного соглядатая и доносчика. Узнав, что девушка нарисовала рыбу, он разъясняет, что это символ секты христиан, и её надлежить искать в среде сектантов.
Сказавшись христианином, Хилон проникает в их секту, но встречает лекаря Главка, семью которого когда-то выдал разбойникам за мзду, и опасается мести и разоблачения. Он пытается натравить на лекаря простодушного силача Урбана, но тот выдаёт себя, когда грек упоминает имя Лигии. Хилонид понимает, что Урбан — это Урс. Тем временем в Вечный город тайно прибывает апостол Пётр, собирая на ночную проповедь всех христиан Рима. Хилон ведёт туда и Виниция, так как пылкий влюблённый хочет найти Лигию. Молодой патриций впечатлён апостолом, но его проповедь означает отрицание всей привычной для римлянина жизни. Услышав историю распятия и воскресения Христа, Виниций осознаёт, что Лигия никогда не смирится с ролью его наложницы, и в тот же миг видит её, одухотворённую, в толпе. Впрочем, выйдя на улицы Рима, он преследует Лигию, врывается в её убежище и пытается увести, но Урс ранит его. Очнувшись, патриций понимает, что за ним ухаживает лекарь Главк и сама лигийка. Когда он вызвал Хилона, того узнают и лекарь, и Урс, но явившийся апостол отпускает доносчика с миром, заставив христиан простить врага своего. Выздоравливая, Виниций осознаёт, как его страсть сменяется глубокой истинной любовью, но Лигия не смеет полюбить язычника. Вынужденный вернуться в свой дом, Виниций тоскует; двор ему опротивел и он неосторожно отверг домогательства императрицы Поппеи. Появившегося Хилона патриций велит высечь, но всё-таки соглашается затем пойти вместе с ним. Грек привёл его к апостолам Петру и Павлу, и Виниций просит у них руки Лигии, обещая, что станет истинным христианином. Пётр благословляет влюблённых.
У императора Нерона прогрессирует безумие, поддерживаемое придворными-августалами во главе с недругом Петрония — Тигеллином. Желая получить впечатление для поэмы о пожаре Трои, император грезит поджогом Рима, что исполняют августалы. Виниций отчаянно ищет Лигию, и встреченный им Хилон советует спуститься в катакомбы. Патриций застаёт в молельне апостола Петра, утешающего римлян, и тот ведёт его к возлюбленной. Пётр окрестил Виниция в бедной хижине землекопа. Чтобы успокоить народ, Тигеллин распускает слухи, что город подожгли христиане; и Нерон увлёкся идеей показать в цирке зрелища невиданного размаха и жестокости. Хилон добирается до Поппеи, которая приводит его к Нерону: у ничтожного сикофанта появляется возможность отомстить за порку. Петроний предупреждает племянника, рассчитывая расстроить планы опостылевшего ему императора и Тигеллина. Однако Лигия схвачена — и это месть отвергнутой Поппеи, которая хочет насладиться страданиями Виниция, когда варварку будут убивать на арене. Патрицию удаётся проникнуть в тюрьму, где он провёл с Лигией три дня; девушка серьёзно больна, души влюблённых очистились от всего земного. Толпа охвачена жаждой крови, брошенные в темницу христиане — жаждой мученичества, когда Пётр получает откровение: «в сем граде сатаны Христос хочет основать столицу Свою». Христиане идут на арену просветлёнными умирать в страшных муках. Хилон падает без чувств, ибо понимает, что те видят что-то недоступное обычному человеку. Ночью христиан сжигают на столбах, освещая сотнями живых факелов сады императора. Умирающий на столбе Главк успевает прохрипеть прощение Хилону. Это переполнило душу сикофанту и он начинает разъяснять людям, что поджигатель — Нерон. Раскаявшегося грека крестит апостол Павел, и новообращённого не могут свернуть с пути истинной веры все пытки римских властей. Хилону вырвали язык и бросили на растерзание медведю, но зверь не трогает его. Просветлённый Хилон испускает дух на арене сам. Нерону приходит в голову устроить Виницию «весёлую свадьбу». На арену выпустили Урса, а затем тура, к рогам которого привязали обнажённую Лигию. Но Урс одолевает гигантского быка и сворачивает ему шею. Испугавшись восторгов толпы, Нерон дарует жизнь и свободу двум лигийцам. Спасённая Лигия и Виниций укрываются в доме Петрония и умоляют апостола Петра покинуть Рим, чтобы сеять Истину в иных городах и весях. На Аппиевой дороге ему является Христос, и на вопрос апостола: «Quo vadis, Domine?» («Куда идёшь ты, Господи?») слышит ответ: «Раз оставляешь ты народ мой, иду я в Рим, на новое распятие». Пётр возвращается, и, схваченный римлянами, шествует на арену как победитель, шепча, что Рим искуплён. В тот же день спокойно идёт на казнь и апостол Павел.
Виниций с Лигией удаляются на сицилийскую виллу, и медленно оправляясь от последствий тюремного заключения, живут в любви и вере. Петроний же обречён, ибо мешает Нерону. Зная о вынесенном ему смертном приговоре, «арбитр изящества» решается напоследок унизить тирана. На роскошном пиру он отправляет Нерону насмешливое письмо, в котором сообщает, что готов простить ему любые преступления и убийства, но презирает за скверные стихи. После этого Петроний и Эвника вскрывают себе вены и истекают кровью. Гости пребывают в глубокой печали, осознав, что их мир лишился истинной красоты и поэзии. Нерон впал в ярость и безумие. Наконец, легионы взбунтовались и провозгласили императором Гальбу, а Нерон вынужден покончить с собой со словами: «Какой артист погибает!». Одна лишь верная Акта обряжает тело свергнутого императора и кремирует его. Спустя века базилика Петра на Ватиканском холме царит над Римом и миром. Близ древних Капенских ворот стоит небольшая часовня с полустёртой надписью: «Quo vadis, Domine?».

## История создания и публикации

### Творческий замысел и его реализация
В 1890-е годы Генрик Сенкевич испытывал интерес к Античности, который усилился после путешествия в Италию, Египет и Грецию. Писатель погрузился в чтение древних источников и современных исследований; к весне 1894 года в переписке отмечено, что у Сенкевича созрел план большого романа о ранних христианах. Роману предшествовала небольшая повесть «Пойдём за Ним», написанная в Закопане в сентябре 1893 года; действие её происходило в Палестине. Слухи о новом романе писателя просочились в прессу намного раньше: в «Львовской газете» в марте 1893 года утверждалось, что Сенкевич собирается в Рим для сбора материалов к новому роману. Название «Quo vadis» существовало уже тогда. Текст создавался в драматических обстоятельствах: от Генрика сбежала молодая жена, в прессе муссировались слухи о тяжёлой болезни писателя и чуть ли не о его самоубийстве. В одном из декабрьских писем Сенкевич с раздражением задавал вопросы, кто распускает слухи, и утверждал, что каждый день ходил на римский Форум в часовню Домине-Кво-Вадис. Вернувшись в Россию, 17 апреля 1894 года Сенкевич писал, что «расставляет мизансцены» в новом романе, и клятвенно обещал более не браться за роман-эпопею, ибо это занятие «утомительно и иссушает душу». В письме 15 мая он сообщал, что способен работать в любом душевном состоянии, а «Quo vadis» требовал серьёзных исторических изысканий: Сенкевич внимательно читал Тацита, невзирая на дурное самочувствие и нервное истощение, а затем «перерыл в библиотеке всё, что относилось к первому веку». Генрик на полном серьёзе сообщал, что, вероятно, сошёл бы с ума, если бы не античные штудии, и искусство спасительно в самом прямом смысле этого слова: писатель живёт ради своих книг и читателей. Влажный климат Закопане вредил ему: в 1893 году был приступ ишиаса, который повторился и в 1894-м. Однако в июне роман существовал в значительной степени в воображении писателя: «у меня есть привычка подолгу вынашивать каждую свою новую работу, и когда приходит время писания, у меня всегда есть что-то готовое». Когда началась работа, рукопись создавалась быстро, автограф на листах in quarto практически не содержит исправлений; за один раз Сенкевич исписывал от двух до четырёх листов, делая перерывы только на перекуры. Черновик рукописи был закончен в октябре 1894 года в Париже, где писатель гостил на вилле одного из друзей.
26 марта 1895 года началась одновременная публикация романа с продолжением в варшавской «Gazeta Polska», краковском «Czas» (Австро-Венгрия) и «Dziennik Poznański» (Германская империя). Параллельно осуществлялась публикация «Фараона» Б. Пруса, что Сенкевича беспокоило. Он внимательно перечитывал части «Камо грядеши»; в майской переписке 1895 года он утверждал, что активно обдумывал, как можно улучшить текст перед книжным изданием. Из писем следует, что писатель гордился своим романом, особенно ему нравился христианский эпос, позволивший вывести множество персонажей-типов: «раскаявшийся насильник» Виниций, причина его раскаяния — Лигия, распятая на рогах у быка. Сенкевич утверждал, что попытался преподать своим романом «урок милосердия», ибо в литературе милосердия должно быть больше, чем в реальной жизни; «книги могут быть утешением жизни, как когда-то им была философия». Писателю нравилась эпоха, в которой разворачивалось действие, ему, по собственному признанию, удалось слить всех индивидуумов в единый драматический хор. В первомайском письме 1895 года Сенкевич прямо заявил, что даже обращаясь к римской теме, не забывал о Польше. Лигия — родом из страны между Одрой и Вислой, и «мне нравится мысль, что Лигия была полькой, даже если не литвинкой, то из Великой Польши, это тоже хороший сорт». В летней переписке Сенкевич делился идеей, что тяжелее всего было выстроить непротиворечивые и незаметные переходы от сцены к сцене, что «раздражает меня и даётся всегда дорого», и на второстепенных персонажей приходится тратить больше сил, чем на главных героев.
Осенью 1895 года Сенкевич взялся за переделку (и в значительной степени дописывание) своего романа: «Даже когда я не пишу, я не могу ничего делать и думать ни о чём другом, кроме Quo vadis». Предстояло оформить развязку романа, составляющую ядро христианской эпопеи — около ста рукописных страниц. Схема сюжета этих глав представала следующим образом: «трагедия Виниция — общие сцены — Виниций и Пётр — обращение Хилона — Лигия и Урс на арене — Пётр и, собственно, Quo vadis — смерть Петрония — эпилог». Писатель находился в таком напряжении, что отнялась правая рука, он испытывал боли, от которых почти терял сознание, при которых помогали только уколы морфия. Кризис длился две недели, и даже варшавские врачи были бессильны. Генрик опасался, что не сможет завершить «Камо грядеши» и это станет концом его писательской карьеры. Поскольку на Рождество с писателем был заключён договор об издании «Трилогии» с гонораром 15 000 рублей, Сенкевич с детьми отправился на Ривьеру; ощущения от паралича руки были использованы для передачи мучений христиан на арене и смерти Петрония. Началась сериальная публикация «Камо грядеши» в немецком переводе в венской газете «Fremdenblatt». 17 января 1896 года в Ницце роман был полностью окончен; другу Сенкевич откровенно писал, что «намучился вдоволь», но «книга теперь в прошлом». 22 марта 1896 года издательство Гебетнера прислало Сенкевичу в подарок только что вышедший перевод тацитового «Агриколы» на польский язык, который писатель оценил очень высоко.
Благодаря поддержке мецената и огромному международному успеху книжных изданий и переводов «Камо грядеши», Сенкевич стал богатым человеком. В марте 1897 года гонорары от «Гебетнера и Вольфа» составили 60 000 рублей (от продажи прав на издание 18-томного собрания сочинений), а 13 марта пришёл перевод из США на 13 000 франков, что Генрик назвал «полной неожиданностью», так как у Российской империи не было договора о признании авторских прав. Американские издатели выражали уверенность, что смогут продать миллион экземпляров романа. Действительно, в одних США к осени 1897 года было продано двести тысяч экземпляров английского перевода, а бостонская фирма «Little-Brown» выпустила роскошное двухтомное издание с картами и иллюстрациями. Американские читатели присылали множество писем с впечатлениями и просьбами об автографе. В переписке с переводчиком Кёртином Сенкевич 15 апреля 1898 года сообщал, что за несколько предыдущих недель получил 270 подобных писем. 17 августа суммарные тиражи в США достигли 800 000 экземпляров, впрочем, часть их была пиратской и бездоходной для писателя. Издательство «Little-Brown» добровольно перечислило Сенкевичу 11 000 франков. К своему юбилею Генрик Сенкевич получил благословение папы римского Льва XIII, который также заказал перевод его романа на латинский язык.

### Издательская судьба
Первые русские переводы романа оперативно публиковались одновременно с польским изданием. Первопубликация последовала в киевской газете «Жизнь и искусство» (1895, март—декабрь; 1896, январь—февраль), далее вышел перевод В. Лаврова в «Русской мысли» (1895, № 4—12; 1896, № 1—3), параллельно перевод К. Льдова выходил в санкт-петербургском «Северном вестнике» (1895, № 5—12; 1896, № 1—5). Были и сокращённые издания в газете «Волынь» и санкт-петербургском «Юном читателе». По подсчётам Е. Цыбенко, до 1917 года роман «Камо грядеши» выдержал двадцать пять отдельных книжных изданий и семь изданий в собраниях сочинений Г. Сенкевича в девяти разных переводах, носивших разные названия. Печатались и свободные пересказы содержания романа: «Дочь лигийского царя, или Из царства тьмы к царству света» (М., 1905), «Лигийская царевна» (Приложение к журналу «Юная Россия», 1917).
С 1899 года Сенкевич стал получать по почте (и получал до самой смерти) экземпляры самых разных переводов, из которых в переписке отметил итальянское издание с названием «Пойдём за Ним» и армянский перевод, напечатанный в Тифлисе. Сильное раздражение писателя вызвал венгерский перевод, который он назвал «студенческим упражнением» (большинство переводов выполнялось с английского перевода). Серьёзный скандал возник в 1900 году в Италии: Россия не подписала Бернскую конвенцию об охране авторских прав, из-за чего авторские выплаты Сенкевичу зависели от доброй воли издателей. Неаполитанское издательство продало к тому времени 35 000 экземпляров, получив множество положительных отзывов от критиков. Южане подали иск против издателей-пиратов в Милане, по которому полиция арестовала типографию, изъяв печатные формы текста и иллюстраций. Встречный иск об ущербе был отклонён судом, но не повлиял на деятельность издательств в других городах. К 1902 году небывалый успех ожидал роман во Франции: вышло в общей сложности 269 допечаток, разошедшихся миллионным тиражом; критики возмущались успехом «писателя с варварской фамилией». В 1911—1912 годах вышли переводы романа на самые разные языки, включая японский; арабский перевод Сенкевичу прислал лично османский премьер-министр Хильми-паша. В письме своему французскому агенту 24 января 1912 года Генрик Сенкевич раздражённо писал, что отсутствие договоров о признании авторских прав приводит к тому, что его переводят и издают кто хочет, не заботясь о финансовых правах самого писателя.
В нескольких немецких переводах осуществлялась цензура. В трёх из пяти переводов, печатавшихся в 1900—1918 годах, полностью воспроизводились все сцены с участием Хилона Хилонида, мать которого по сюжету была еврейкой. В 1920-е годы упоминания о еврействе Хилона стали элиминироваться (в том числе в диалоге с Нероном, где уверялось, что сикофант не может солгать, ибо в нём «кровь богоизбранного народа»). В послевоенных немецких изданиях цензурирование осуществлялось по другим мотивам: издатели не хотели педалировать внимание на еврействе главного злодея в повествовании. При этом не редактировалась сцена с раввинами перед лицом Нерона, ибо они продемонстрировали истинную отвагу, не пожелав поклониться тирану. Элиминировалась и фраза Хилона, что евреи — злейшие враги христиан. В переводе на иврит Бен-Авраама, напечатанного берлинским издательством Штибеля в 1929 году, прямо говорилось, что редактор «осмелился удалить несколько фрагментов, для которых нет места в еврейском переводе». Это издательство выпускало много польских произведений для евреев, уезжающих в Палестину, чтобы они быстрее осваивали язык на основе знакомых текстов. Полное немецкое издание вновь было выпущено в 1994 году.
После кончины Сенкевича популярность его романа не уменьшалась. Литературовед Альфонс Бронарский подсчитал, что к 1926 году «Камо грядеши» был переведён на тридцать шесть языков Европы и мира, что не имело прецедентов ни для польской литературы, ни для жанра исторического романа о христианстве. Так, «Фабиола» кардинала Уайзмена была переведена лишь на двенадцать языков. Национальная библиотека Польши к 2002 году учла существование более двух тысяч изданий переводов на 59 языках, включая эсперанто (издавался в Амстердаме в 1934 году и в 1957-м в Варшаве). Больше всего изданий вышло в Германии (294), Италии (289) и Испании (235). В Испании и странах Латинской Америки возникла традиция дарить роман детям в честь первого причастия. На польском языке роман публиковался 192 раза, иногда тиражами до 200 тысяч экземпляров. На русском языке было учтено около 100 изданий (в 1917—1985 годах роман не издавался по-русски, но трижды выпускался армянский перевод). Белорусское издание 1956 года вышло в Риме на латинице. Было 92 издания во Франции и 84 в Португалии. К столетию кончины писателя был приурочен Год Генрика Сенкевича, 3 сентября 2016 года была проведена национальная конференция, в рамках которой публика могла обозреть авторскую рукопись романа «Камо грядеши». Впрочем, современная исследовательница Эва Косовская (Силезский университет в Катовице) уточняла, что пик популярности Сенкевича в Польше стал следствием его мирового признания: впервые в словнике польской энциклопедии («Энциклопедия Оргельбранда») его фамилия появилась в 1902 году. «Переоткрытие» его в странах Латинской Америки и Восточной Европы произошло во второй половине XX века — как раз к моменту постепенного исчезновения его произведений из актуального читательского обихода поляков. Закат популярности Сенкевича, начавшийся в 1970-е годы, связывается Э. Косовской с реформой школьного образования, приведшей к закрытию подавляющего большинства классических гимназий, делающих историческую реальность романа попросту недоступной широким массам. Особенно это касается присущей его «Трилогии» тонкой языковой стилизации, которую Ежи Аксер именовал «макаронической» смесью старопольской лексики и синтаксиса и школярской латыни. Перевод богослужения на польский язык после решений Второго Ватиканского собора сделал латынь ещё более непонятной польским читателям молодого поколения. «В следующем поколении интернет-пользователей можно наблюдать явный кризис исторического и линейного мышления».

## Литературные особенности